# Hong Kong Challenge
Hong Kong Challenge (также известен как 555 Hong Kong Challenge — по названию спонсора) — пригласительный снукерный турнир, проходивший в 1990-х годах в Гонконге.
Турнир был частью «челленджей» Мировой Серии Бэрри Хирна и не входил в календарь мэйн-тура. Проводился дважды, и оба раза при спонсорской поддержке табачной компании «555». 

## Победители
| Сезон   | Победитель     | Финалист       | Счёт | Приз победителю |
| ------- | -------------- | -------------- | ---- | --------------- |
| 1990/91 | Джеймс Уоттана | Джимми Уайт    | 9:3  | £ 20 000        |
| 1991/92 | Стивен Хендри  | Джеймс Уоттана | 9:1  | £ 20 000        |